# Tre Grazie (Raffaello)

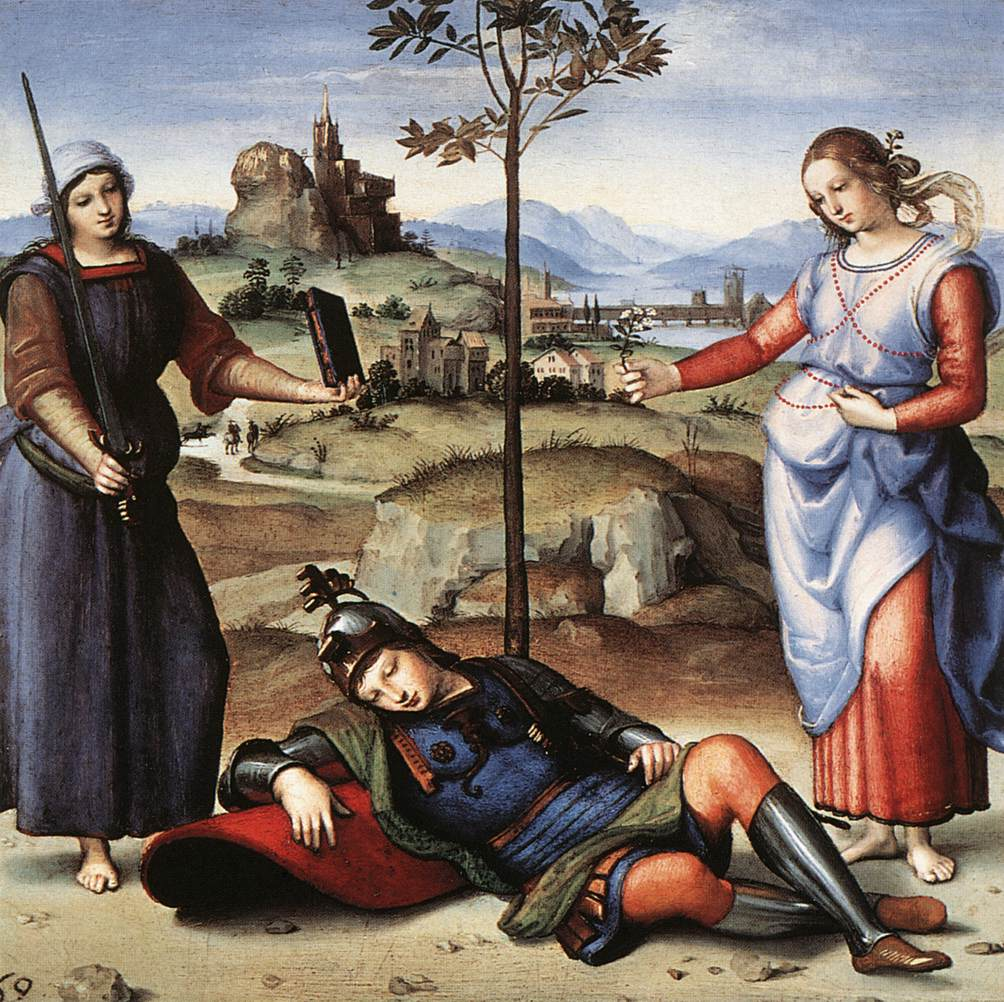
Il Sogno del cavaliere

Le Tre Grazie è un dipinto a olio su tavola (17x17 cm) di Raffaello Sanzio, databile al 1503-1504 circa e conservato nel Museo Condé di Chantilly. Probabilmente faceva parte di un dittico con il Sogno del cavaliere, oggi alla National Gallery di Londra.

## Storia
L'opera era, con il Sogno del cavaliere, nella collezione Borghese a Roma, dove è ricordato nel 1650 (Manili, Villa Borghese) e nell'inventario dei beni del cardinale Scipione Borghese nel 1693. Fu acquistato nell'anno 1800 da Henri Reboul, sovrintendente della Repubblica Romana sotto Bonaparte, e portato in Francia nel 1803. Trasportato poi in Inghilterra, dopo aver fatto parte di varie collezioni private, venne infine acquistato dal duca d'Aumale nel 1885, che lo riportò in Francia, presso la sede odierna.
Proposte di datazione recenti legano l'opera al 1503 o un periodo immediatamente successivo, quando l'artista si recò probabilmente a Roma per un breve soggiorno, in occasione della consacrazione di Giulio II a nuovo papa. Chastel pensò a che il dittico potesse essere un'exhortatio ad iuvenem per un giovane rampollo di una casa aristocratica romana, magari Scipione di Tommaso Borghese, nato nel 1493.

## Descrizione e stile
L'opera è evidentemente ispirata al gruppo forse ellenistico delle Tre Grazie, noto da varie copie di epoca romana e da altre riproduzioni via affresco. Forse Raffaello lo vide a Roma, o forse nel piccolo gruppo presente a Siena, dal 1502, nella Libreria Piccolomini, o ancora tramite il rovescio di una medaglia di Niccolò di Forzore Spinelli, in cui sono associate alla Castitas, alla Pulchritudo e all'Amor. In questo senso, se la tavola di Londra evocasse le virtù maschili di giustizia, fortezza e temperanza, quella delle Grazie mostrerebbe le virtù femminili di modestia, bellezza e amore.
Se il Sogno del cavaliere si riferisse alla scelta dell'uomo tra la Virtus e la Voluptas, le Grazie rappresenterebbero la ricompensa dell'uomo virtuoso, con i pomi delle Esperidi quali simbolo d'immortalità.
Analisi scientifiche hanno mostrato un pentimento d'artista nella figura a sinistra. Il fascino dell'opera risiede nell'apparente spontaneità e semplicità della composizione, in realtà giocata su un delicato equilibrio di linee e piani. Le due grazie nei lati, come da tradizione, sono rivolte verso lo spettatore, invece solo il dorso è visibile nella grazia centrale.  Tutte e tre possiedono una sfera in mano e solo quella sulla sinistra è coperta da un velo.

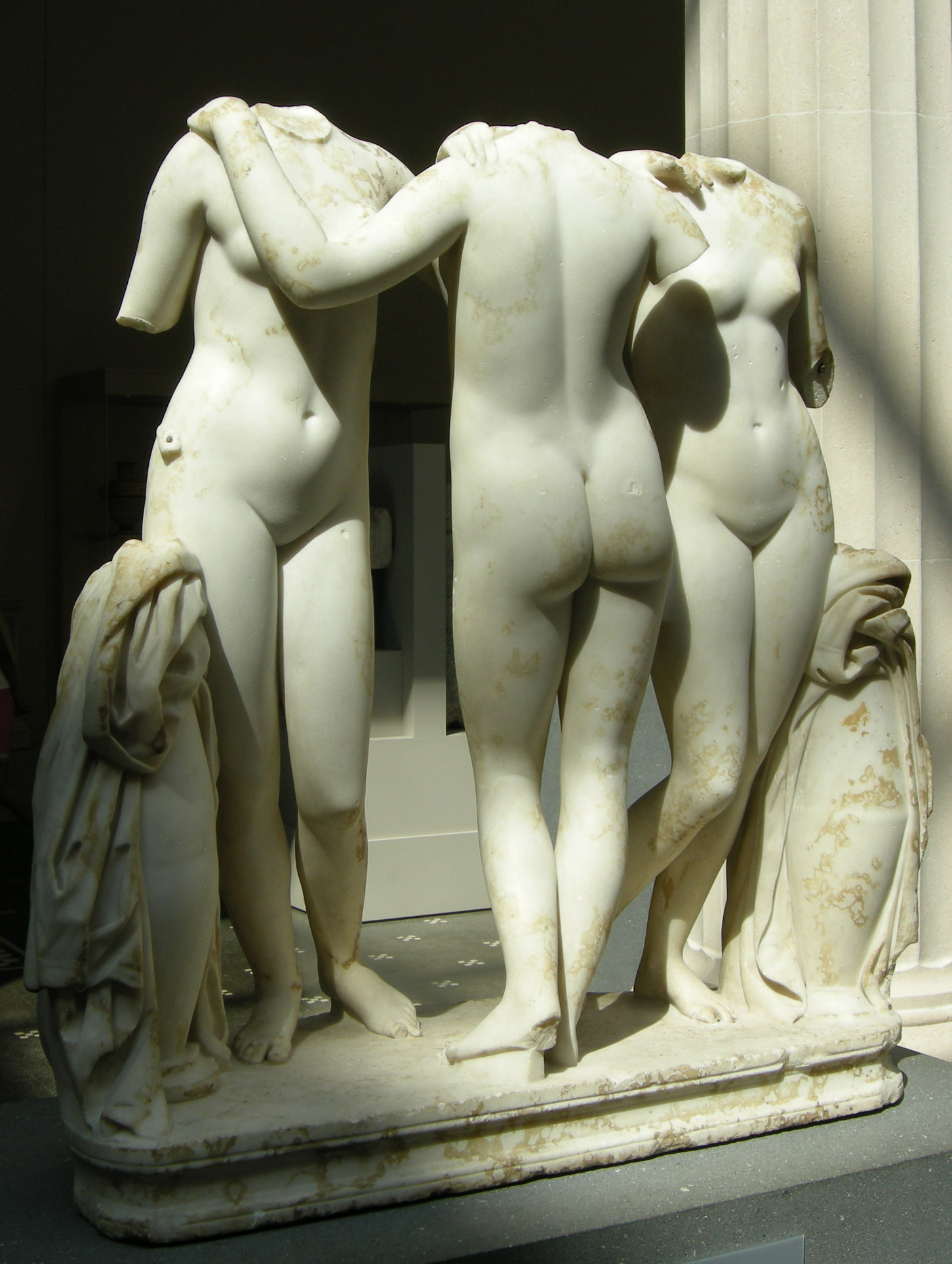
Gruppo romano delle tre Grazie, II secolo, Metropolitan Museum
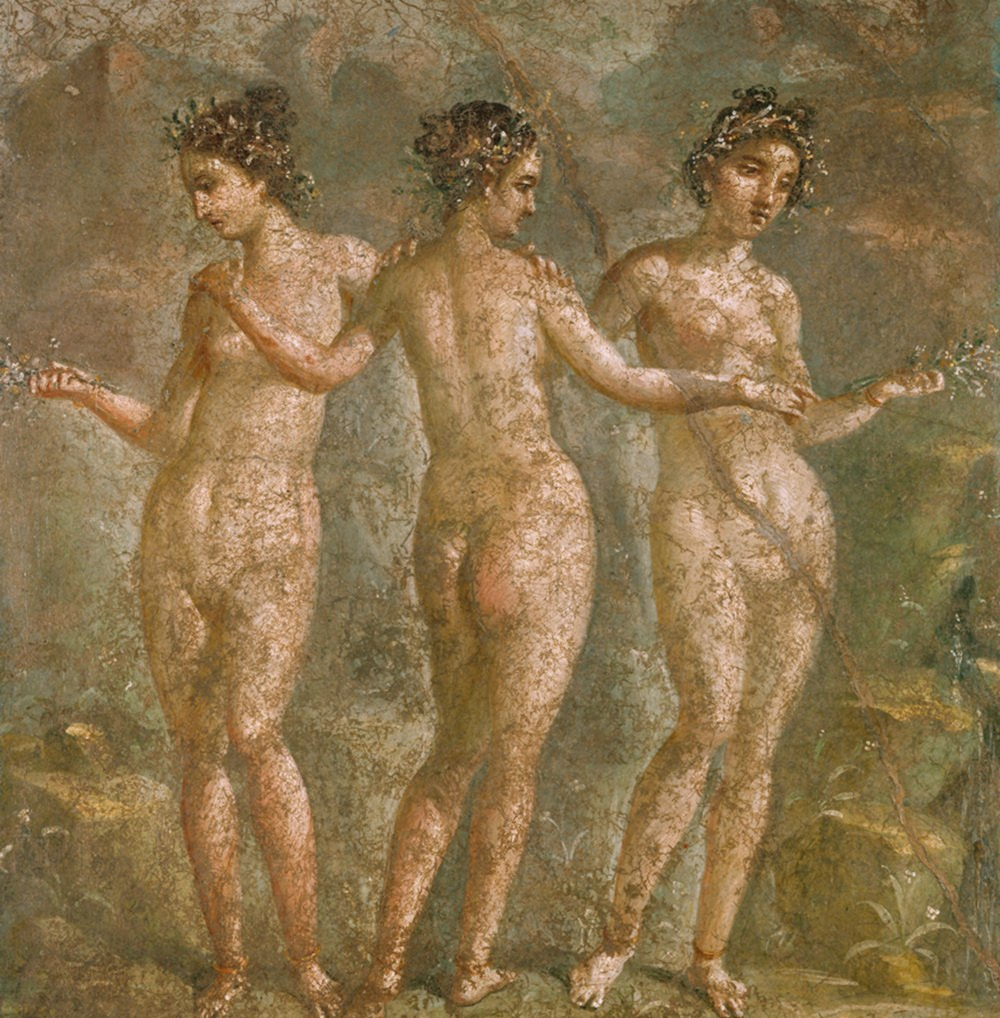
Affresco pompeiano con le tre Grazie
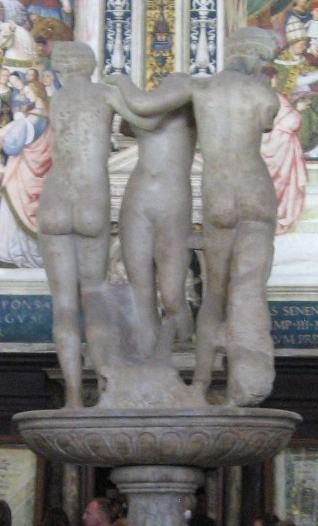
Le Tre Grazie nella Libreria Piccolomini a Siena
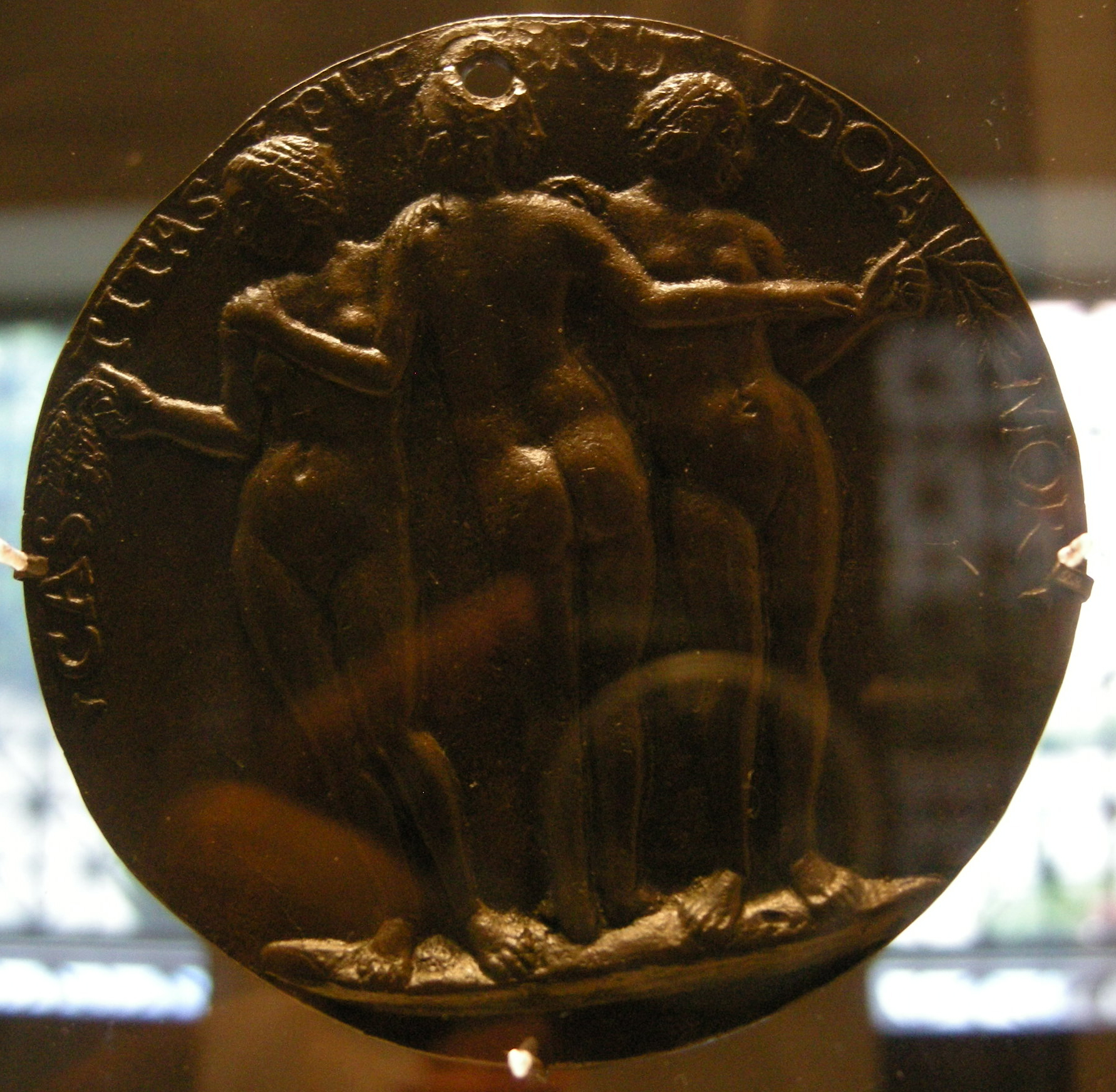
Niccolò di Forzore Spinelli, rovescio della medaglia di Giovanna Tornabuoni con le Tre Grazie